# Lista de prefeitos de Campinas
Esta é a lista de prefeitos e vice-prefeitos do município de Campinas, estado brasileiro de São Paulo. 
O atual prefeito do município é Dário Saadi, do Republicanos, candidato vitorioso nas eleições municipais de Campinas de 2020 e 2024, em ambos os mandatos teve Wanderley Almeida do Partido Socialista Brasileiro como seu vice-prefeito.
O cargo de prefeito foi criado em 11 de abril de 1835, pela assembleia provincial paulista, em reação aos amplos poderes conferidos pelo Código de Processo Criminal de 1832 às câmaras municipais. Seguiram o exemplo paulista seis províncias do nordeste brasileiro (Alagoas, Ceará, Maranhão, Paraíba, Pernambuco e Sergipe).
Sob a vigente ordem constitucional, essa designação é dada ao funcionário público do Poder Executivo municipal, que exerce seu cargo em função de uma legislatura (mandato), sendo para tanto eleito a cada quatro anos, podendo ser reeleito por mais 4 anos (segundo mandato).
Funções
O poder executivo municipal chefia a administração e comanda os serviços públicos, tendo como comandante o prefeito.
A partir da constituição brasileira de 1934, o cargo de prefeito passou a ser o único, em todo o Brasil, ao qual estão atribuídas as funções de chefe do poder executivo do governo local, em simetria aos chefes dos executivos da União e do estado, portanto, em forma monocrática. Este texto quer dizer que deverá haver harmonia e integração de ação entre as esferas envolvidas sem a intervenção de uma na outra, exceto nos casos previstos na Constituição Federal.
Eleições
O prefeito é eleito por sufrágio universal, secreto, direto, em pleito simultâneo em todo o País, realizado a cada quatro anos, no primeiro domingo de outubro.
E trinta dias após tem lugar o segundo turno, se o eleito em primeiro lugar não atingir 50% dos votos válidos mais um voto, no caso de municípios com mais de duzentos mil eleitores.
Conforme a legislação eleitoral atual no Brasil para tornar-se elegível, exige-se uma série de requisitos;
- Possuir nacionalidade brasileira ou portuguesa (neste caso, o cidadão português deve se encontrar amparado pelo Estatuto de Igualdade entre Portugueses e Brasileiros),
- Título de eleitor em dia e estar em gozo pleno do exercício dos direitos políticos,
- Domicilio eleitoral na circunscrição na qual o candidato se apresenta,
- Filiação partidária,
- Ser alfabetizado (tópico invalidado pela atual constituição brasileira de 1988),
- Desincompatibilização de cargo público — Se ocupa um cargo público deve sair seis meses antes das eleições e voltar caso possa só após seis meses ao pleito eleitoral,
- Renúncia de outro mandado até seis meses antes do pleito e não ser parente afim ou consangüíneo, até segundo grau, ou cônjuge de titular de cargo eletivo; pode, entretanto, ser candidato à reeleição (artigo 14 da Constituição),
- Ter idade mínima de 21 anos.

## Titulares
| Nº  | Nome                                         | Imagem                                           | Partido                           | Partido                                          | Vice-prefeito (a)                  | Início do mandato                                                                              | Fim do mandato          | Observações | Ref.          |
| --- | -------------------------------------------- | ------------------------------------------------ | --------------------------------- | ------------------------------------------------ | ---------------------------------- | ---------------------------------------------------------------------------------------------- | ----------------------- | --- | ------------- |
| 1°  | Antônio Álvares Lobo                         |                                                  |                                   | Partido Republicano Paulista PRP                 | —                                  | 25 de março de 1892                                                                            | 26 de julho de 1894     | Junta de intendentes nomeados |               |
| 1°  | Antônio Carlos do Amaral Lapa                |                                                  |                                   | Partido Republicano Paulista PRP                 | —                                  | 25 de março de 1892                                                                            | 26 de julho de 1894     | Junta de intendentes nomeados |               |
| 1°  | José Maximiano Pereira Bueno                 |                                                  |                                   | Partido Republicano Paulista PRP                 | —                                  | 25 de março de 1892                                                                            | 26 de julho de 1894     | Junta de intendentes nomeados |               |
| 2°  | Antônio Álvares Lobo                         |                                                  |                                   | Partido Republicano Paulista PRP                 | —                                  | 27 de julho de 1895                                                                            | 31 de dezembro de 1895  | Intendente nomeado |               |
| 3°  | Manoel de Assis Vieira Bueno                 |                                                  |                                   | Partido Republicano Paulista PRP                 | —                                  | 1° de janeiro de 1896                                                                          | 31 de dezembro de 1896  | Intendente nomeado |               |
| 4°  | Joaquim Ulysses Sarmento                     |                                                  |                                   | Partido Republicano Paulista PRP                 | —                                  | 1º de janeiro de 1897                                                                          | 21 de junho de 1898     | Intendente nomeado |               |
| 5°  | Antônio Campos Salles                        |                                                  |                                   | Partido Republicano Paulista PRP                 | —                                  | 22 de junho de 1898                                                                            | 31 de dezembro de 1898  | Intendente nomeado |               |
| 6°  | Manoel de Assis Vieira Bueno                 |                                                  |                                   | Partido Republicano Paulista PRP                 | —                                  | 1º de janeiro de 1899                                                                          | 31 de dezembro de 1901  | Intendente nomeado |               |
| 7°  | Antônio Álvares Lobo                         |                                                  |                                   | Partido Republicano Paulista PRP                 | —                                  | 1º de janeiro de 1902                                                                          | 23 de setembro de 1902  | Intendente nomeado |               |
| 8°  | João B. de Barros Aranha                     |                                                  |                                   | Partido Republicano Paulista PRP                 | —                                  | 24 de setembro de 1902                                                                         | 31 de dezembro de 1902  | Intendente nomeado |               |
| 9°  | Antônio Álvares Lobo                         |                                                  |                                   | Partido Republicano Paulista PRP                 | —                                  | 1º de janeiro de 1903                                                                          | 12 de maio de 1904      | Intendente nomeado |               |
| 10° | Orosimbo Maia                                |                                                  |                                   | Partido Republicano Paulista PRP                 | —                                  | 13 de maio de 1904                                                                             | 3 de agosto de 1904     | Intendente geral |               |
| 11° | João de Paula Castro                         |                                                  |                                   | Partido Republicano Paulista PRP                 | —                                  | 4 de agosto de 1904                                                                            | 31 de dezembro de 1904  | Intendente geral |               |
| 12° | Francisco de Araújo Mascarenhas              |                                                  |                                   | Partido Republicano Paulista PRP                 | —                                  | 1º de janeiro de 1905                                                                          | 8 de fevereiro de 1906  | Intendente nomeado |               |
| 13° | Arthur Leite de Barros                       |                                                  |                                   | Partido Republicano Paulista PRP                 | —                                  | 9 de fevereiro de 1906                                                                         | 24 de março de 1906     | Intendente nomeado |               |
| 14° | Francisco de Araújo Mascarenhas              |                                                  |                                   | Partido Republicano Paulista PRP                 | —                                  | 25 de março de 1906                                                                            | 30 de janeiro de 1908   | Intendente nomeado |               |
| 15° | Orosimbo Maia                                |                                                  |                                   | Partido Republicano Paulista PRP                 | —                                  | 31 de janeiro de 1908                                                                          | 31 de dezembro de 1910  | Intendente nomeado |               |
| 16° | Heitor Teixeira Penteado                     |                                                  |                                   | Partido Republicano Paulista PRP                 | —                                  | 1º de janeiro de 1911                                                                          | 28 de setembro de 1920  | Intendente nomeado |               |
| 17° | Raphael de Andrade Duarte                    |                                                  |                                   | Partido Republicano Paulista PRP                 | —                                  | 29 de setembro de 1920                                                                         | 31 de dezembro de 1921  | Intendente nomeado |               |
| 18° | Miguel de Barros Penteado                    |                                                  |                                   | Partido Republicano Paulista PRP                 | —                                  | 1º de janeiro de 1922                                                                          | 30 de setembro de 1922  | Intendente nomeado |               |
| 19° | Raphael de Andrade Duarte                    |                                                  |                                   | Partido Republicano Paulista PRP                 | —                                  | 1º de outubro de 1922                                                                          | 31 de dezembro de 1922  | Intendente nomeado |               |
| 20° | Miguel de Barros Penteado                    |                                                  |                                   | Partido Republicano Paulista PRP                 | —                                  | 1º de janeiro de 1923                                                                          | 31 de dezembro de 1925  | Intendente nomeado |               |
| 21° | Celso da Silveira Rezende                    |                                                  |                                   | Partido Republicano Paulista PRP                 | —                                  | 1º de janeiro de 1926                                                                          | 31 de março de 1926     | Intendente nomeado |               |
| 22° | Orosimbo Maia                                |                                                  |                                   | Partido Republicano Paulista PRP                 | —                                  | 1º de abril de 1926                                                                            | 10 de novembro de 1930  | Intendente nomeado |               |
| 23° | José Pires Neto                              |                                                  |                                   | Partido Republicano Paulista PRP                 | —                                  | 11 de novembro de 1930                                                                         | 27 de março de 1931     | Prefeito nomeado |               |
| 24° | Orosimbo Maia                                |                                                  |                                   | Partido Republicano Paulista PRP                 | —                                  | 28 de março de 1931                                                                            | 3 de setembro de 1932   | Prefeito nomeado |               |
| 25° | Alberto de Cerqueira Lima                    |                                                  |                                   | Partido Social Democrático PSD                   | —                                  | 4 de setembro de 1932                                                                          | 31 de dezembro de 1933  | Prefeito nomeado |               |
| 26° | Perseu Leite de Barros                       |                                                  |                                   | Partido Social Democrático PSD                   | —                                  | 1º de janeiro de 1934                                                                          | 30 de setembro de 1934  | Prefeito nomeado |               |
| 27° | José Pires Neto                              |                                                  |                                   | Partido Social Democrático PSD                   | —                                  | 1º de outubro de 1934                                                                          | 31 de maio de 1936      | Prefeito nomeado |               |
| 28° | João Alves dos Santos                        |                                                  |                                   | Partido Social Democrático PSD                   | —                                  | 1º de junho de 1936                                                                            | 16 de julho de 1938     | Prefeito nomeado |               |
| 29° | Euclides Vieira                              |                                                  |                                   | PP                                               | —                                  | 17 de julho de 1938                                                                            | 16 de julho de 1941     | Prefeito nomeado | [ 5 ]         |
| 30° | Lafayette Álvaro de Sousa Camargo            |                                                  |                                   | PP                                               | —                                  | 17 de julho de 1941                                                                            | 27 de julho de 1943     | Prefeito nomeado |               |
| 31° | Perseu Leite de Barros                       |                                                  |                                   | PP                                               | —                                  | 28 de julho de 1943                                                                            | 31 de maio de 1945      | Prefeito nomeado |               |
| 32° | Euclides Vieira                              |                                                  |                                   | Partido Social Progressista PSP                  | —                                  | 1º de junho de 1945                                                                            | 10 de outubro de 1945   | Prefeito nomeado | [ 5 ]         |
| 33° | Joaquim de Castro Tibiriçá                   |                                                  |                                   | Partido Social Democrático PSD                   | —                                  | 11 de outubro de 1945                                                                          | 31 de dezembro de 1946  | Prefeito nomeado |               |
| 34° | Admar Maia                                   |                                                  |                                   | Partido Democrata Cristão PDC                    | —                                  | 1º de janeiro de 1947                                                                          | 31 de janeiro de 1947   | Prefeito nomeado |               |
| 35° | Luiz de Tella                                |                                                  |                                   | Partido Democrata Cristão PDC                    | —                                  | 1º de fevereiro de 1947                                                                        | 31 de março de 1947     | Prefeito nomeado |               |
| 36° | Manoel Alexandre Marcondes Machado, Dr. Lito |                                                  |                                   | Partido Democrata Cristão PDC                    | —                                  | 1º de abril de 1947                                                                            | 30 de janeiro de 1948   | Prefeito nomeado |               |
| 37° | Miguel Vicente Cury                          |                                                  |                                   | Partido Social Progressista PSP                  | Arlindo Joaquim de Lemos Júnior    | 31 de janeiro de 1948                                                                          | 19 de maio de 1951      | 1º Prefeito eleito por sufrágio universal | [ 6 ]         |
| 38° | Arlindo Joaquim de Lemos Júnior              |                                                  |                                   | Partido Social Democrático PSD                   |                                    | 20 de maio de 1951                                                                             | 31 de dezembro de 1951  | Vice-prefeito eleito no cargo de titular |               |
| 39° | Antônio Mendonça de Barros                   |                                                  |                                   | Partido Social Democrático PSD                   | João de Souza Coelho (PRP)         | 1º de janeiro de 1952                                                                          | 31 de dezembro de 1955  | Prefeito e vice eleitos em sufrágio universal |               |
| 40° | Ruy Novaes                                   |                                                  |                                   | Partido Socialista Brasileiro PSB                | José Nicolau Ludgero Maselli       | 1º de janeiro de 1956                                                                          | 31 de janeiro de 1959   | Prefeito e vice eleitos em sufrágio universal | [ 7 ]         |
| 41° | José Nicolau Ludgero Maselli, Gegero         |                                                  |                                   | Partido Social Democrático PSD                   |                                    | 1º de fevereiro de 1959                                                                        | 31 de dezembro de 1959  | Prefeito e vice eleitos em sufrágio universal |               |
| 42° | Miguel Vicente Cury                          |                                                  |                                   | Partido Social Progressista PSP                  | Armando João Molin                 | 1º de janeiro de 1960                                                                          | 30 de janeiro de 1964   | Prefeito e vice eleitos em sufrágio universal | [ 6 ]         |
| 43° | Ruy Novaes                                   |                                                  |                                   | Partido Socialista Brasileiro PSB                | Cargo Vago                         | 31 de janeiro de 1964                                                                          | 30 de janeiro de 1969   | Prefeito e vice eleitos em sufrágio universal | [ 7 ]         |
| 44° | Orestes Quércia                              |                                                  |                                   | Movimento Democrático Brasileiro MDB             | Eugênio José Alati                 | 31 de janeiro de 1969                                                                          | 30 de janeiro de 1973   | Prefeito e vice eleitos em sufrágio universal | [ 8 ] [ 9 ]   |
| 45° | Lauro Péricles Gonçalves                     |                                                  |                                   | Movimento Democrático Brasileiro MDB             | Otavio Ceccato                     | 31 de janeiro de 1973                                                                          | 31 de janeiro de 1977   | Prefeito e vice eleitos em sufrágio universal |               |
| 46° | Francisco Amaral, Chico Amaral               |                                                  |                                   | Movimento Democrático Brasileiro MDB             | Magalhães Teixeira                 | 1º de fevereiro de 1977                                                                        | 4 de maio de 1982       | Prefeito e vice eleitos em sufrágio universal |               |
| 46° | Francisco Amaral, Chico Amaral               | Partido Popular PP                               |                                   |                                                  | Magalhães Teixeira                 | 1º de fevereiro de 1977                                                                        | 4 de maio de 1982       | Prefeito e vice eleitos em sufrágio universal |               |
| 46° | Francisco Amaral, Chico Amaral               | Partido do Movimento Democrático Brasileiro PMDB |                                   |                                                  | Magalhães Teixeira                 | 1º de fevereiro de 1977                                                                        | 4 de maio de 1982       | Prefeito e vice eleitos em sufrágio universal |               |
| 47° | José Nassif Mokarzel                         |                                                  |                                   | Partido do Movimento Democrático Brasileiro PMDB | Cargo Vago                         | 5 de maio de 1982                                                                              | 31 de janeiro de 1983   | Presidente da Câmara no cargo de titular |               |
| 48° | Magalhães Teixeira                           |                                                  |                                   | Partido do Movimento Democrático Brasileiro PMDB | Vanderley Simionato                | 1º de fevereiro de 1983                                                                        | 31 de dezembro de 1988  | Prefeito e vice eleitos em sufrágio universal | [ 10 ]        |
| 48° | Magalhães Teixeira                           | Partido da Social Democracia Brasileira PSDB     |                                   |                                                  | Vanderley Simionato                | 1º de fevereiro de 1983                                                                        | 31 de dezembro de 1988  | Prefeito e vice eleitos em sufrágio universal | [ 10 ]        |
| 49° | Jacó Bittar                                  |                                                  |                                   | Partido dos Trabalhadores PT                     | Antônio da Costa Santos (PT)       | 1º de janeiro de 1989                                                                          | 31 de dezembro de 1992  | Prefeito e vice eleitos em sufrágio universal | [ 11 ]        |
| 49° | Jacó Bittar                                  | Partido Democrático Trabalhista PDT              |                                   |                                                  | Antônio da Costa Santos (PT)       | 1º de janeiro de 1989                                                                          | 31 de dezembro de 1992  | Prefeito e vice eleitos em sufrágio universal | [ 11 ]        |
| 50° | Magalhães Teixeira                           |                                                  |                                   | Partido da Social Democracia Brasileira PSDB     | Edivaldo Orsi (PSDB)               | 1º de janeiro de 1993                                                                          | 29 de fevereiro de 1996 | Prefeito e vice eleitos em sufrágio universal cujo titular faleceu durante o mandato                                                                                                  | [ 10 ]        |
| 51° | Edivaldo Orsi                                |                                                  |                                   | Partido da Social Democracia Brasileira PSDB     | Cargo Vago                         | 1º de março de 1996                                                                            | 31 de dezembro de 1996  | Vice-prefeito eleito no cargo de prefeito |               |
| 52° | Francisco Amaral, Chico Amaral               |                                                  |                                   | Partido Progressista Brasileiro PPB              | Carlos Alberto Cruz Filho (PMDB)   | 1º de janeiro de 1997                                                                          | 31 de dezembro de 2000  | Prefeito e vice eleitos em sufrágio universal | [ 12 ]        |
| 53° | Antônio da Costa Santos, Toninho do PT       |                                                  |                                   | Partido dos Trabalhadores PT                     | Izalene Tiene (PT)                 | 1º de janeiro de 2001                                                                          | 10 de setembro de 2001  | Prefeito e vice eleitos em sufrágio universal cujo titular fora assassinado durante o mandato                                                                                         | [ 13 ] [ 14 ] |
| 54ª | Izalene Tiene                                |                                                  |                                   | Partido dos Trabalhadores PT                     | Cargo Vago                         | 11 de setembro de 2001                                                                         | 31 de dezembro de 2004  | Vice-prefeita eleita no cargo de titular, assumiu o mandato após o assassinato de Toninho.                                                                                            | [ 15 ]        |
| 55° | Hélio de Oliveira Santos, Dr. Hélio          |                                                  |                                   | Partido Democrático Trabalhista PDT              | Guilherme Campos Júnior (PFL)      | 1º de janeiro de 2005                                                                          | 31 de dezembro de 2008  | Prefeito e vice eleitos em sufrágio universal | [ 17 ] [ 16 ] |
| 55° | Hélio de Oliveira Santos, Dr. Hélio          | Demétrio Vilagra (PT)                            | 1º de janeiro de 2009             | Partido Democrático Trabalhista PDT              | 22 de agosto de 2011               | Prefeito e vice reeleitos em sufrágio universal cujo titular fora cassado por decisão judicial | [ 18 ] [ 19 ]           | |               |
| 56° | Demétrio Vilagra                             |                                                  |                                   | Partido dos Trabalhadores PT                     | Cargo Vago                         | 23 de agosto de 2011                                                                           | 20 de outubro de 2011   | Vice-prefeito eleito no cargo de prefeito afastado pela Câmara | [ 20 ] [ 21 ] |
| 57° | Pedro Serafim Júnior                         |                                                  |                                   | Partido Democrático Trabalhista PDT              | Cargo Vago                         | 21 de outubro de 2011                                                                          | 3 de novembro de 2011   | Presidente da Câmara como prefeito interino afastado por decisão judicial | [ 22 ]        |
| 58° | Demétrio Vilagra                             |                                                  |                                   | Partido dos Trabalhadores PT                     | Cargo Vago                         | 3 de novembro de 2011                                                                          | 26 de dezembro de 2011  | Vice-prefeito eleito reconduzido ao cargo por decisão judicial e posteriormente cassado pela Câmara Municipal                                                                         | [ 23 ]        |
| 59° | Pedro Serafim Júnior                         |                                                  |                                   | Partido Democrático Trabalhista PDT              | Cargo Vago                         | 26 de dezembro de 2011                                                                         | 31 de dezembro de 2012  | Presidente da Câmara reassumiu o cargo de prefeito interino, Ratificou-se no cargo de mandato tampão em 10 de abril de 2012, após eleições indiretas realizadas pela Câmara Municipal | [ 24 ] [ 25 ] |
| 60° | Jonas Donizette                              |                                                  |                                   | Partido Socialista Brasileiro PSB                | Henrique Magalhães Teixeira (PSDB) | 1º de janeiro de 2013                                                                          | 31 de dezembro de 2016  | Prefeito e vice eleitos em sufrágio universal | [ 26 ] [ 27 ] |
| 60° | Jonas Donizette                              | 1º de janeiro de 2017                            | 31 de dezembro de 2020            | Partido Socialista Brasileiro PSB                | Henrique Magalhães Teixeira (PSDB) | Prefeito e vice reeleitos em sufrágio universal                                                | [ 28 ] [ 29 ] [ 1 ]     | |               |
| 61° | Dário Saadi                                  |                                                  |                                   | Republicanos REP                                 | Wanderley Almeida (PSB)            | 1º de janeiro de 2021                                                                          | 31 de dezembro de 2024  | Prefeito e vice eleitos em sufrágio universal | [ 30 ] [ 3 ]  |
| 61° | Dário Saadi                                  | A partir de 1° de janeiro de 2025                | A partir de 1° de janeiro de 2025 | Republicanos REP                                 | Wanderley Almeida (PSB)            | Prefeito e vice reeleitos em sufrágio universal                                                | [ 31 ] [ 2 ]            | |               |